# بيفيبلاغو
بيفيبلاغو (بالإيطالية: Pievepelago)‏ هي بلدية في مقاطعة مودينا في إقليم إميليا رومانيا الإيطالي.

## السكان
في سنة 1861 بلغ عدد السكان 3٬182 نسمة، وتطور العدد ليصل في سنة 2011 لـ 2٬241 نسمة.
يظهر هذا المخطط البياني تطور النمو السكاني لـ بيفيبلاغو